# Sweccis
SWECCIS är ett informationssystem som är en del av försvarsmaktens ledningssystem för insatsledning på taktisk och operativ nivå. SWECCIS används som stöd för att samla in, sortera, lagra, bearbeta, publicera och sprida information. Tekniskt sett innehåller Sweccis ett kontorsinformationssystem med webbportal, e-post och dokumenthanteringssystem samt ett antal militära applikationer främst för lägesinformation, underrättelsebearbetning, logistik och GIS. Ytterligare funktionalitet tillkommer kontinuerligt. Systemet klarar av att hantera information upp till nivån HEMLIG/Secret.
SWECCIS står för SWEdish Command and Control Information System

## Införande
SWECCIS infördes första gången för användning på NBG 08 och har sedan dess införts hos ett flertal organisationsenheter. 
Insatsledningen införde SWECCIS under 2010 och den svenska kontingenten i Afghanistan införde SWECCIS under våren 2011.